# Ómicron Columbae
Ómicron Columbae (ο Col / HD 34642 / HR 1743) es una estrella en la constelación del Columba —la paloma— de magnitud aparente +4,83.
Ómicron Columbae es una subgigante de tipo espectral K1IV.
Tiene una temperatura efectiva de 4775 K —aunque otras fuentes señalan una temperatura superior de 4870 K— y una metalicidad muy semejante a la del Sol ([Fe/H] = -0,04). En cuanto a su tamaño, su diámetro —calculado a partir de su metalicidad, temperatura efectiva y magnitud absoluta— es 5,3 veces más grande que el del Sol; la medida directa de su diámetro angular, 1,48 milisegundos de arco, conduce a un tamaño ligeramente superior de 5,9 diámetros solares.
Su velocidad de rotación es igual o superior a 1,2 km/s.
Sus características son semejantes a las de ν2 Canis Majoris pero, situada a 110 años luz del sistema solar, Ómicron Columbae se encuentra casi al doble de distancia que ella.
Ómicron Columbae tiene una masa aproximada de 1,4 masas solares y su edad se estima en 3400 ± 1090 millones de años, siendo, por tanto, unos 1000 millones de años más joven que el Sol.
Como consecuencia de su mayor masa, se halla más avanzada en su camino evolutivo.